# Tillandsia duratii
Tillandsia duratii es una especie de planta epífita dentro del género  Tillandsia, perteneciente a la  familia de las bromeliáceas.  

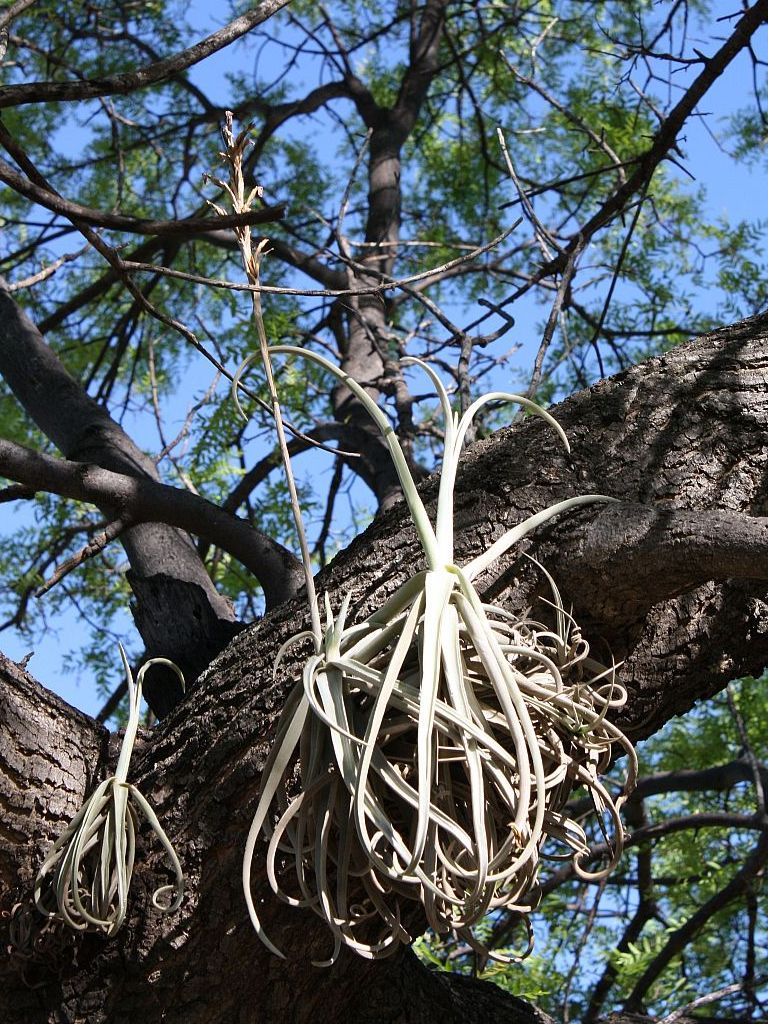
En su hábitat

## Cultivares
- Tillandsia 'Burnt Fingers'
- Tillandsia 'Lilac Spire'
- Tillandsia 'Pacific Blue'
- Tillandsia 'Wo'

## Taxonomía
Tillandsia duratii fue descrita por Roberto de Visiani y publicado en Nuovi Saggi della Imperiale Regia Accademia di Scienze, Lettere ed Arti di 5: 271, t. 29. 1840.
Etimología
Tillandsia: nombre genérico que fue nombrado por Carlos Linneo en 1738 en honor al médico y botánico finlandés Dr. Elias Tillandz (originalmente Tillander) (1640-1693).
duratii: epíteto latíno que significa "con bulbos"
Variedades aceptadas
- Tillandsia duratii var. confusa (Hassl.) L.B.Sm.
- Tillandsia duratii var. saxatilis (Hassl.) L.B.Sm.

Sinonimia
- Anoplophytum duratii (Vis.) Beer
- Phytarrhiza circinalis E. Morren ex Baker
- Phytarrhiza duratii (Vis.) Vis.
- Tillandsia circinalis Griseb.
- Tillandsia duratii var. duratii
- Tillandsia gigantea G.M.Ruch.
- Tillandsia gigantea G.M. Ruch. ex Baker
- Tillandsia revoluta Burb. ex Baker
- Wallisia duratii (Vis.) E.Morren[3][4]